# Trompettiste

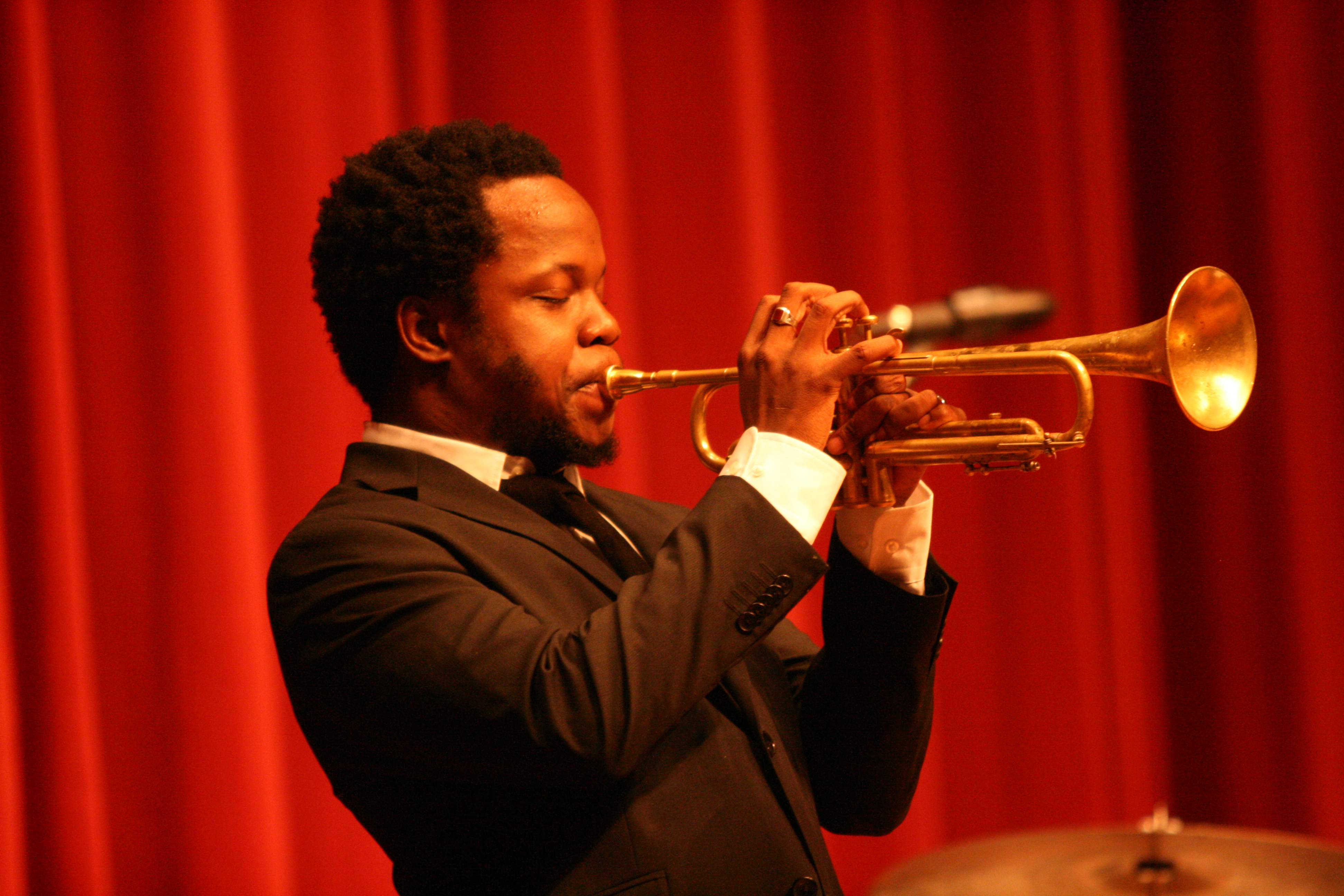
Le trompettiste de jazz Ambrose Akinmusire en 2011.

En musique, un trompettiste est un musicien instrumentiste jouant de la trompette.

## Quelques trompettistes célèbres

### Musique classique
- Johann Ernst Altenburg
- Maurice André
- Jean-Baptiste Arban
- Éric Aubier
- Alison Balsom
- David Buhl
- Thierry Caens
- Frits Damrow
- François Dauverné
- Roger Delmotte
- Timofeï Dokchitser
- Eugène Foveau
- Merri Franquin
- Reinhold Friedrich
- Alessandro Gambati
- Marc Geujon
- David Guerrier
- Håkan Hardenberger
- Tine Thing Helseth
- Romain Leleu
- Mauro Maur
- Sergueï Nakariakov
- Franck Pulcini
- Lucienne Renaudin Vary
- Raymond Sabarich
- Clément Saunier
- Otto Sauter
- Adolf Scherbaum
- Bernard Soustrot
- Pierre Thibaud
- Guy Touvron

Et de nombreux autres sur la page de la Catégorie:Trompettiste classique.

### Jazz
- Nat Adderley
- William Cat Anderson
- Louis Armstrong
- Chet Baker
- Aimé Barelli
- Bix Beiderbecke
- Stéphane Belmondo
- Bunny Berigan
- Chris Botti
- Lester Bowie
- Randy Brecker
- Bud Brisbois
- Clifford Brown
- Clora Bryant
- Donald Byrd
- Conte Candoli
- Pete Candoli
- Mutt Carey
- Bill Chase
- Buck Clayton
- Don Cherry
- Médéric Collignon
- Miles Davis
- Kenny Dorham
- Dave Douglas
- Harry « Sweets » Edison
- Roy Eldridge
- Don Ellis
- Jérôme Etcheberry
- Jon Faddis
- Don Fagerquist
- Art Farmer
- Maynard Ferguson
- Nicolas Folmer
- Paolo Fresu
- Tony Fruscella
- Thomas Gansch
- Dizzy Gillespie
- Conrad Gozzo
- Roger Guérin
- Roy Hargrove
- Tom Harrell
- Jon Hassell
- Al Hirt
- Freddie Hubbard
- Harry James
- Bunk Johnson
- Thad Jones
- Éric Le Lann
- Booker Little
- Ibrahim Maalouf
- Chuck Mangione
- Wynton Marsalis
- Hugh Masekela
- Howard McGhee
- Matthieu Michel
- Bubber Miley
- Blue Mitchell
- Nils Petter Molvær
- Lee Morgan
- James Morrison
- Fats Navarro
- Joe Newman
- King Oliver
- Hot Lips Page
- Al Porcino
- Enrico Rava
- Arturo Sandoval
- Christian Scott
- Doc Severinsen
- Woody Shaw
- Jack Sheldon
- Adam Taubitz
- Clark Terry
- Erik Truffaz
- Alain Vankenhove
- Boris Vian
- Allen Vizzutti
- Cuong Vu
- Kenny Wheeler
- Cootie Williams
- Warren Vaché

Et de nombreux autres sur la page de la Catégorie:Trompettiste de jazz.

### Autres
- Herb Alpert
- Jean-Claude Borelly
- Flea
- Éric Giausserand
- Georges Jouvin
- Boban Marković